# Иванов, Виктор Петрович (лётчик)
Виктор Петрович Иванов (31 января 1912—1973) — советский лётчик-истребитель. Во время Великой Отечественной войны — командир 55-го истребительного авиаполка (позже преобразованного в 16-й гвардейский ИАП).

## Биография
1928 году поступает во 2-ю объединённую военную школу лётчиков и авиатехников (г. Вольск). В 1931 году направлен во 2-ю военную школу лётчиков КВФ в Борисоглебске.
С июня 1931 года — младший лётчик 33-й легкобомбардировочной эскадрильи (Ленинградский военный округ). Затем два с половиной года служил на Дальнем Востоке в должности командира звена.
В 1936 году после окончания Одесской школы высшего пилотажа стал инструктором по технике пилотирования и теории полёта, затем командиром эскадрильи. Обучал полётам на истребителе И-16 испанских лётчиков-республиканцев, участвовал в показательных полётах на авиационных праздниках в Москве на Тушинском аэродроме.
С ноября 1939 года — помощник командира 55-го истребительного авиаполка. С апреля 1940 года — командир полка.

«В ближайший лётный день я вылетел на проверку техники пилотирования с Ивановым на двухместном УТИ-4. Выполнил хорошо все заданные фигуры, так, как учили в Каче. После взял на себя управление Иванов и показал такой пилотаж, что у меня голова болталась от борта к борту кабины. Какой же это был пилотаж! Мечта лётчика. Какой же я слабак в лётном деле.
Ещё до посадки твёрдо решил все перенять у него и быть таким же мастером пилотажа. Все было закономерно. Каждый лётчик овладевает лётным искусством, взяв себе за образец мастера в этом деле. Мне повезло. Для меня примером был командир полка Иванов.»

С началом Великой Отечественной войны лично вылетал на боевые задения (всего совершил около 50 боевых вылетов), сбил лично один самолёт противника и один в паре.
| Дата      | Тип сбитого самолёта | Комментарий          |
| --------- | -------------------- | -------------------- |
| 5.7.1941  | He-126               | В паре с Покрышкиным |
| 25.7.1941 | He-126               | Лично                |

В ноябре 1941 года за организацию успешной боевой работы полка и одну личную победу был награждён орденом Ленина.
25 июля 1942 года гвардии подполковник В. П. Иванов при запуске двигателя на самолёте По-2 получил ранение руки от удара воздушным винтом, в связи с чем убыл на лечение. В полк больше не возвратился.
По окончании лечения служил в системе ПВО СССР. C 4 марта 1943 по 3 марта 1945 года командовал 142-й истребительной авиадивизией, стоявшей на защите г. Горького.
Весной 1945 года арестован, 10 мая 1945 года осуждён, но в конце 1945 года освобождён. Понижен в должности до командира авиаполка, а в 1949 году уволен в запас.
Из воспоминаний М. К. Покрышкиной:
Иванова направили командиром дивизии в ПВО. Его заместитель по хозяйственным вопросам оказался нечист на руку, разворовал большую сумму денег. Был суд. Рикошетом — просмотрел! — это ударило и по Иванову. 10 мая 1945 года он был осужден! Через несколько месяцев оправдан. Но его понизили в должности, куда-то перевели, кажется, командиром полка. И вот в 1949 году он приехал к нам в Москву, на улицу Горького, все рассказал. Дело кончилось тем, что Иванова уволили из армии… (…)
«Виктор Петрович, договариваемся вот как. Меня назначают командиром корпуса во Ржев. Пойдете ко мне замом по боевой?» Иванов сказал: «Александр Иванович, к тебе — хоть на край света».
И шесть лет Виктор Петрович был во Ржеве у Покрышкина заместителем по боевой подготовке. Выпрямился, расправил плечи, был награждён орденом. У них в семье родилась дочь Наташа.

В 1949—1955 годах — заместитель командира по боевой подготовке 33-го, а затем 88-го иак ПВО (г. Ржев) Александра Ивановича Покрышкина.
С 1957 года — в запасе, после увольнения со службы в армии жил в Волгограде.